# ساکاموتو ریوما
ساکاموتو ریوما (به ژاپنی: 坂本龍馬)؛ زاده ۳ ژانویهٔ ۱۸۳۶ درگذشته ۱۰ دسامبر ۱۸۶۷ (۳۱ سال) یک سیاست‌مدار اهل ژاپن بود. وی در یک خانواده سامورایی دون پایه متولد شد. یکی از فعالان سیاسی بود که با شوگون‌سالاری توکوگاوا مخالف بود وی سعی در اتحاد بین قلمروی ساتسوما و قلمروی چوشو که با هم درگیر بودند، داشت. وی با سایگو تاکاموری از اهالی قلمروی ساتسوما ملاقات داشت و با افکارش در مورد نابودی نظام شوگونی آشنا گردید. وی اولین شرکت تجارت بین‌المللی را با کمک سایگو راه اندازی کرد. عواید این شرکت برای تقویت و آماده‌سازی نیروهای مخالف سیستم شوگون‌سالاری می‌رسید. در سال ۱۸۶۶ ساکاموتو در یک درگیری با تپانچه‌ای که در دست داشت یکی از کاپیتان‌های پلیس شوگون را به قتل رساند و به زندان افتاد. وی که قبلاً هم به زندان افتاده بود برای بار دوم آزاد شد. وی یک برنامهٔ ۸ ماده‌ای را برای تغییر سیستم و کنار گذاری دولت شوگون و ایجاد دولت جدید طراحی کرد.
در سال ۱۸۶۷ تایسی هوکان (بازگشت قدرت به امپراتور) توسط یامائوچی تویوشیگه فرماندار ولایت توسا به توکوگاوا یوشینوبو پیشنهاد شد و به‌طور غیرمنتظره شوگون این برنامه را پذیرفت و برای اجرای این برنامه آماده شد. در تاریخ ۹ نوامبر وی از مقام شوگونی استعفا داد. برنامه‌های ساکاموتو شامل تغییرات سیاسی و اقتصادی زیادی در ژاپن می‌شد که در اثر اجرای این تغییرات ساکاموتو ریوما به عنوان پدر مدرنیزه شدن ژاپن یاد می‌شود.
در تاریخ ۱۰ دسامبر ۱۸۶۷ ساکاموتو ریوما به قتل رسید. به نظر می‌رسید که این ترور توسط شینسنگومی و یا گروهی دیگر از نیروهای تحت امر شوگون باشند انجام شده باشد اما قاتل واقعی هیچگاه پیدا نشد.

## وضعیت زمانه
در اواخر قرن نوزدهم ژاپن از نظر اقتصادی کشوری کم‌توسعه‌یافته بود که از سال ۱۶۰۰ توسط خاندان توکوگاوا اداره می‌شد که در سال ۱۶۰۳، لقب شوگون را برای خود انتخاب کرده بودند.
در طول این دوره امپراتوری ژاپن در کناری ایستاده بود و تنها یک نقش تشریفاتی محض داشت. شوگون‌های توکوگاوا از اعضای بسیار بانفوذ طبقه فئودال‌ها بودند که از قلمروهای خود مالیات می‌گرفتند.
این شوگون‌ها همراه با ملازمان ارتشی خود، سامورایی‌ها، جامعه‌ای را به وجود آورده بودند که شبیه اروپای قرون وسطی بود که در آن طبقات شغلی و تجارت محدود بود و بالاترین نرخ‌های مالیاتی را باید کشاورزان پرداخت می‌کردند. در کشور سیاست ساکوکو به معنای سیاست درهای بسته اعمال می‌شد، و هدف آن محدود و ممنوع کردن ارتباط و تجارت مردمان کشور ژاپن با اتباع خارجی بود. در دوره ادو ورود خارجی‌ها و خروج ژاپنی‌ها می‌توانست مجازات مرگ را در پی داشته باشد. شوگون در ادو مستقر بود و تمام تجارت خارجی را کنترل و در انحصار خود درآورده بود. نهادهای اقتصادی و سیاسی، محدود بودند و ژاپن در فقر به سر می‌برد.
مخالفان برعکس این را می‌خواستند. آنان به دنبال آن بودند تا با آسیا و اروپا تجارت کنند، نهادهای فئودالی قدیم را منسوخ کنند و یک دولت مدرن در ژاپن تشکیل دهند. آنان برای آنکه حامیان خود را افزایش دهند، انگیزه خود را قدرت گرفتن امپراتور ژاپن در امور کشور عنوان می‌کردند. اوکوبو توشیمیچی (۱۸۳۰–۱۸۷۸ میلادی)، از سیاستمداران مشهور این دوره ادعا می‌کرد «یک کشور نمی‌تواند دو سلطنت داشته باشد، یک خانه نمی‌تواند دو ارباب داشته باشد، دولت باید تنها به یک حاکم واگذار شود.» اما قصد اصلی آنان تنها حفظ امپراتور بر سریر قدرت نبود بلکه آنان به دنبال تغییر کامل نهادهای اقتصادی و سیاسی بودند.

## زمینه زندگی
در اواخر دوره سنگوکو، چوسوکابه موریچیکا فرماندار ولایت توسا بود. وی در نبرد سکیگاهارا (۱۶۰۰ میلادی) در جبهه خاندان تویوتومی علیه خاندان توکوگاوا جنگید. پس از شکست در این جنگ املاک وی توسط خاندان توکوگاوا ضبط شد. وی دوباره ۱۵ سال بعد در محاصره اوساکا (۱۶۱۵ میلادی) به نفع خاندان تویوتومی جنگ کرد و کشته شد. پس از آن فرمانداری ولایت توسا به یامائوچی کاتسوتویو یکی از ملازمان خاندان توکوگاوا واگذار شد. از این پس در این ولایت سامورایی‌های وابسته خاندان یامائوچی به عنوان سامورایی‌های طبقه بالا یا جوشی و سامورایی‌های خاندان چُوسُوکابه به عنوان سامورایی‌های طبقه پایین یا گوشی (سامورایی) درآمدند. برخلاف سامورایی‌های جوشی که فقط به کار اختصاصی خود اشتغال داشتند، سامورایی‌های گوشی به غیر از انجام کارهای سپاهی، کشاورزی یا تجارت هم می‌کردند. ولایت توسا از ولایت‌هایی بود که اختلاف طبقاتی در آن شدید بود. خانواده ریوما ساکاموتو هر چند از طبقهٔ سامورایی‌های گوشی بودند ولی از سه نسل قبل به تجارت مشغول بودند و از نظر ثروت در موقعیت بسیار خوبی قرار داشتند.

## اوایل زندگی

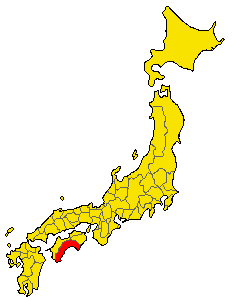
ولایت توسا در منطقه شیکوکو ژاپن

۳ ژانویه، ۱۸۳۶ به عنوان دومین پسر ساکاموتو هاچیهی و ساکاموتو کو در قلمروی توسا (نام امروزی استان کوچی) متولد شد. وی یک برادر و سه خواهر بزرگتر از خود داشت. پدر وی یک سامورایی گوشی (طبقه پایین سامورایی‌ها) بود و به ساخت و تجارت ساکی و همچنین سمساری اشتغال داشت. ریوما کوچکترین فرزند خانواده و مورد عشق و علاقه تمامی اعضای خانواده بود. در کودکی شخصیت نازپرورده و ضعیفی داشت و چون به آسانی گریه می‌کرد و شب‌ادراری داشت، هم سالانش وی را اذیت و آزار می‌کردند. ریوما در سن ۱۰ سالگی مادر خود را بر اثر بیماری از دست داد و از این پس خواهر بزرگترش ساکاموتو اوتومه مواظبت از وی را برعهده گرفت. ریوما در ۱۱ سالگی به مدرسه فرستاده شد اما پس از دعوا با یکی از همکلاسی‌هایش که از طبقه جوشی بود، با کارد زخمی شد. هر چند همکلاس وی مقصر تشخیص داده شد و از مدرسه اخراج شد اما پدر ریوما نیز وی را از ادامه رفتن به مدرسه بازداشت. به این ترتیب وی بیش از چند ماه تحصیل نکرد. خواهر بزرگتر وی، اوتومه که احساس می‌کرد مادرش ریوما را لوس بار آورده، بخاطر نگرانی از آینده تصمیم گرفت برادرش را قوی سازد. اوتومه در ورزش شنا، کنجوتسو (شمشیرزنی)، سوارکاری، تیراندازی با کمان ماهر بود و این مهارت‌ها را به ریوما یاد داد. همچنین مراقب بود که ریوما در طول روز تمرین نوشتن و مطالعه کتاب را انجام دهد. در سن ۱۳ سالگی ریوما وارد مدرسه شمشیرزنی شد و به علت مهارتی که کسب کرده بود، در میان دوستانش اعتباری به دست آورد.

## اتحاد دادن قلمروی ساتسوما و چوشو
قلمروی ساتسوما و قلمروی چوشو هر دو جزو قلمروهای پرقدرت (یوهان) در دوره باکوماتسو بودند. در سال ۱۸۶۳ قلمروی ساتسوما با کمک قلمروی آیزو قلمروی چوشو را از دنیای سیاست در پایتخت بیرون رانده بود (تغییر سیاسی روز هیجدهم ماه هشت) و در سال بعد ۱۸۶۴ با اسلحه گرم (حادثه کینمون) توانسته بود سربازان قلمروی چوشو را که به کیوتو آمده بودند را شکست دهد و از پایتخت براند. بدین ترتیب رابطه مابین دو قلمرو به دشمنی گرایید.
در سال‌های دهه ۱۸۶۰، ساتسوما تمایل داشت موقعیت ممتاز خود را در راستای حفظ وضعیت موجود حفظ کند، در حالی که هدف چوشو به قیام با هدف سرنگونی حکومت تبدیل شده بود. ساکاموتو ریوما از طریق میانجیگری توانست، رهبران نظامی ساتسوما سایگو تاکاموری و اوکوبو توشیمیچی و از طرف دیگر کیدو تاکایوشی (کاتسورا کوگورو) از قلمروی چوشو را گرد هم بیاورد. اگر چه این دو قلمرو به‌طور سنتی دشمنان شدید یکدیگر بودند، رهبران آنها موافقت کردند که زمان مناسب برای تغییر رسیده‌است و موافقت کردند که در صورت حمله از طرف دیگران به یکدیگر کمک کنند.
همچنین قلمروی چوشو به شدت به سلاح‌های مدرن نیاز داشت، اما ارتباطات بسیار محدودی با قدرت‌های غربی داشت. از طرف دیگر، قلمروی ساتسوما، یک تجارت اساسی قابل توجه با بریتانیای کبیر از طریق توماس بلیک گلاور، یک اسکاتلندی، وابسته به شرکت جاردین ماتسون برقرار کرده بود. با پیشنهاد ساکاموتو ریوما، سایگو توافق کرد که سلاح مورد نیاز قلمروی چوشو برای مبارزه با شوگون‌سالاری توکوگاوا را تأمین کند.
این اتحاد برای حمایت از چوشو جهت مقاومت در برابر عملیات تنبیهی دومین اردوکشی چوشو که در تابستان سال ۱۸۶۶ توسط شوگون‌سالاری انجام شد، بسیار مؤثر بود، و منجر به شکست کامل شوگون‌سالاری در برابر قلمروی چوشو شد.

## هشت طرح از درون کشتی

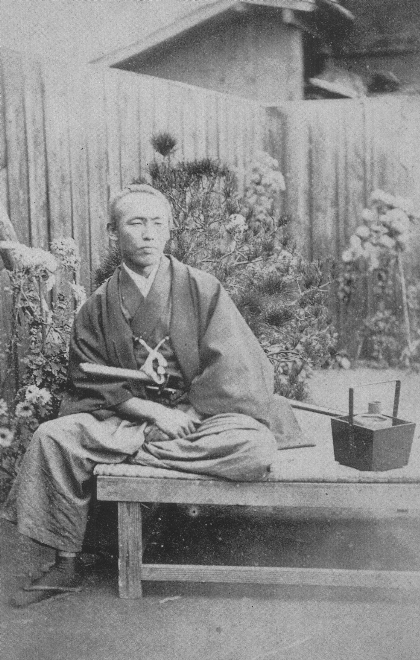
ساکاموتو ریوما

در سال ۱۸۶۷ میلادی ساکاموتو ریوما، یک برنامه هشت‌بندی را به پانزدهمین شوگون و آخرین حکمران شوگون‌سالاری توکوگاوا، توکوگاوا یوشینوبو ارائه داد و از او خواست تا استعفا دهد تا جنگ داخلی صورت نگیرد.
هشت اصل هشت طرح از درون کشتی:
1. تایسی هوکان قدرت سیاسی کشور باید به خاندان سلطنتی برگردد و تمامی فرمان‌ها از آنجا صادر شود،
2. دو شورای قانونگذاری باید تشکیل شود و تصمیمات دولت باید بر مبنای نظر مجلس باشد.
3. نخبگان دارای توانایی در سیاست بکار گرفته شوند.
4. تصویب حقوق اساسی
5. تجدید نظر در مورد معاهده نابرابر
6. تقویت نیروی دریایی
7. ایجاد گوشینپی، سپاه مخصوص امپراتوری
8. استانداردسازی نقره، تناسب ارزش کالاها و پول در ژاپن با نرخ ارز در جهان

## ترور
در تاریخ ۱۰ دسامبر ۱۸۶۷ ساکاموتو ریوما به همراه ناکائوکا شینتارو که برای گفتگو به نزد وی رفته بود به قتل رسید. به نظر می‌رسید که عاملان قتل شینسنگومی و یا گروهی دیگر از نیروهای تحت امر شوگون باشند اما قاتل واقعی هیچگاه پیدا نشد.

## آرامگاه
آرامگاه ریوما ساکاموتو در معبد شینتویی، معبد کیوتو ریوزن گوکوکو در شرق کیوتو قرار دارد. گرچه وی در اوایل سنین ۳۱ سالگی ترور شد، عده زیادی از طرفداران او همچنان در پای آرامگاهش گل نثار می‌کنند.

## تفکرات و تاثیرات
ساکاموتو فرد بلندپروازی بود که رویای ژاپن مستقلی را در سر می پروراند که نظام ارباب‌رعیتی یا طبقاتی بر آن حاکم نبود. او از الگویی مشابه ایالات متحده که در آنجا «همهٔ مردمان برابر آفریده شده‌اند» الهام گرفته بود. ساکاموتو اصول دموکراتیک را تحسین می‌کرد و درباره حاکمیت دموکراتیک مطالعه داشت؛ به ویژه کنگره ایالات متحده و مجلس بریتانیا، به عنوان الگویی برای حکومت ژاپن پس از اصلاحات میجی. 
ساکاموتو استدلال می‌کرد که دربار امپراتوری پس از قرن‌ها بدون قدرت سیاسی، فاقد منابع و امکانات لازم برای اداره کشور است. او هشت طرح را در حالی نوشت که درون کشتی بود و درباره الگو حکومت آینده ژاپن با گوتو شوجیرو بحث می‌کرد.
ساکاموتو لزوم شکل‌گیری دو مجلس مقننه، مبتنی بر رأی‌گیری دموکراتیک، و نوشتن قانون اساسی را تشریح کرد و ضرورت تشکیل ارتش ملی و نیروی دریایی و نیز تنظیم نرخ مبادله طلا و نقره را نشان داد.  ساکاموتو درباره جهان غرب مطالعه کرده و پی برده بود که ژاپن نیازمند به نوسازی هست؛ تا بتواند با دنیای پیشرفته و صنعتی خارجی رقابت کند.  تصور می شود که پیشنهادهای ساکاموتو، مبنایی برای نظام پارلمانی حکومت تازه‌ تأسیس بوده که پس از مرگ او به کار گرفته شد.

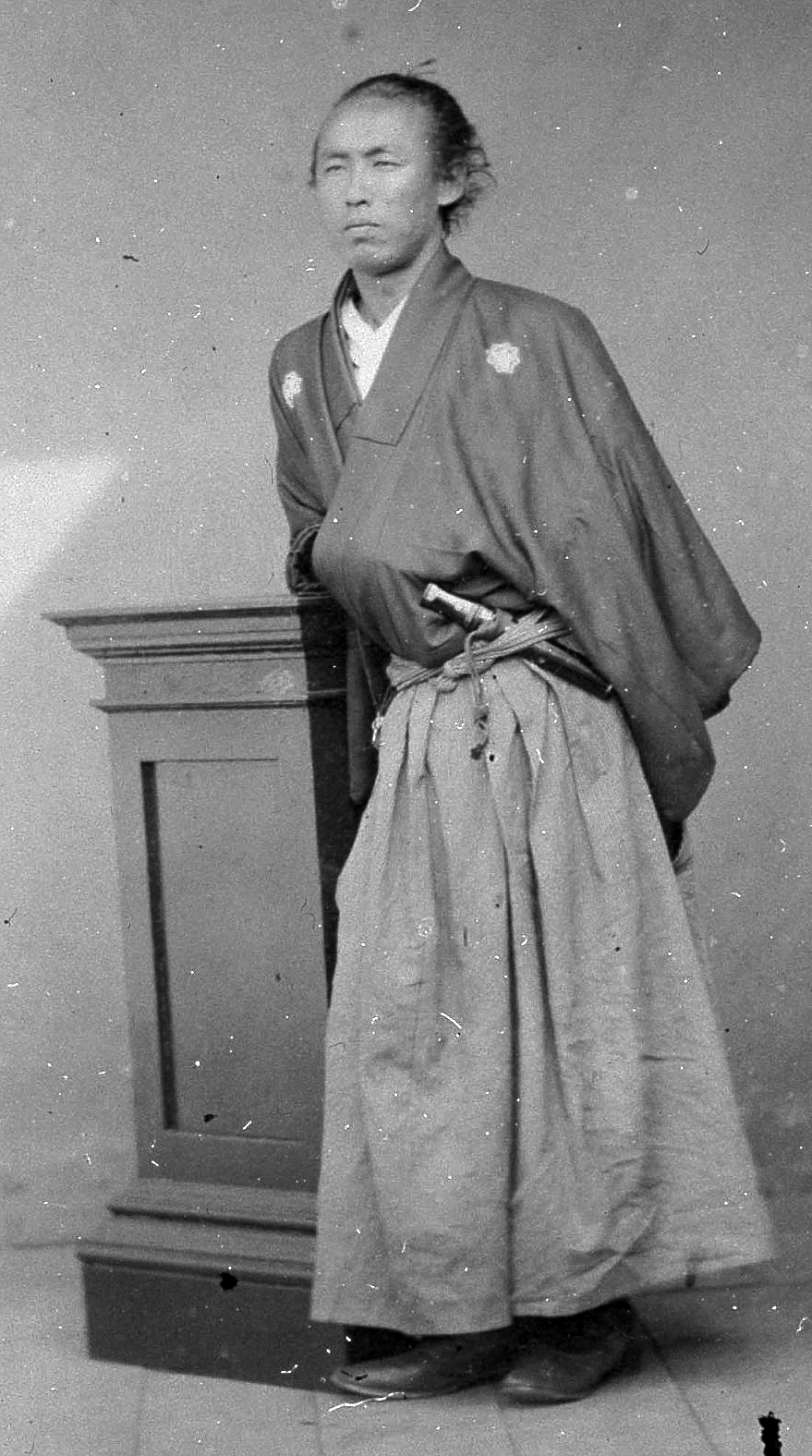
ساکاموتو ریوما(c. ۱۸۶۶) در این تصویر کفش های غربی موردعلاقه او مشخص هست.

ساکاموتو همچنین به‌عنوان آمیزه‌ای جالب‌ توجه از سنت و مدرنیته به نظر می‌آید؛ که ترجیح او برای پوشش سامورایی در حین علاقه به کفش‌های غربی نمایانگر آن است.

## ارزیابی تاریخی
در سال ۲۰۰۶ میلادی طبق نظرسنجی‌های یک برنامه تلویزیونی از نیپون تلویژن برای تعیین ۱۰۰ شخصیت تاریخی محبوب در ژاپن، ساکاموتو ریوما بعد از اودا نوبوناگا محبوب‌ترین شخصیت تاریخی جهان از نظر مردم ژاپن است.

## آثار مربوط
کتاب
فیلم سینمایی
- قتل ریوما

مجموعه تلویزیونی
- ریومادن  (۲۰۱۰) مجموعه تلویزیونی تایگا

## نگارخانه

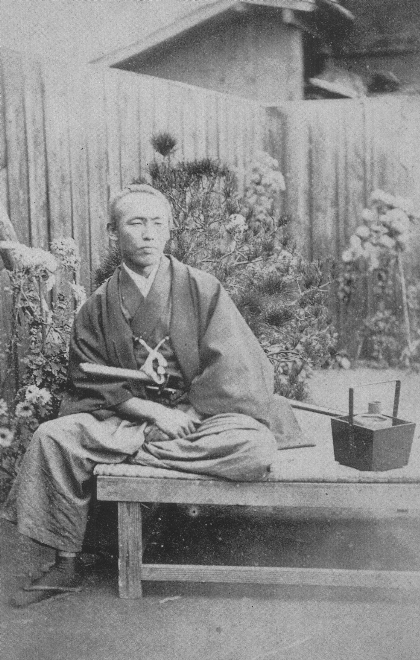
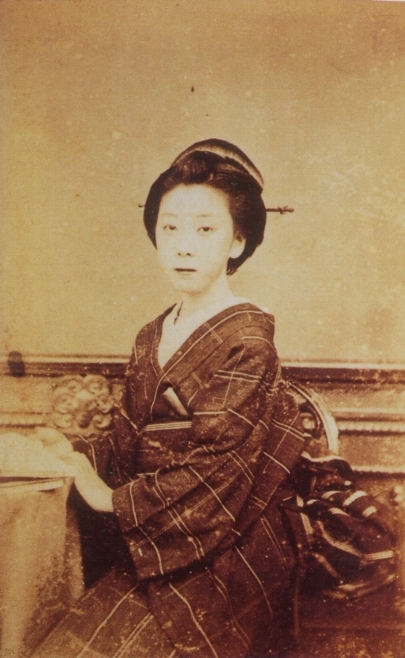
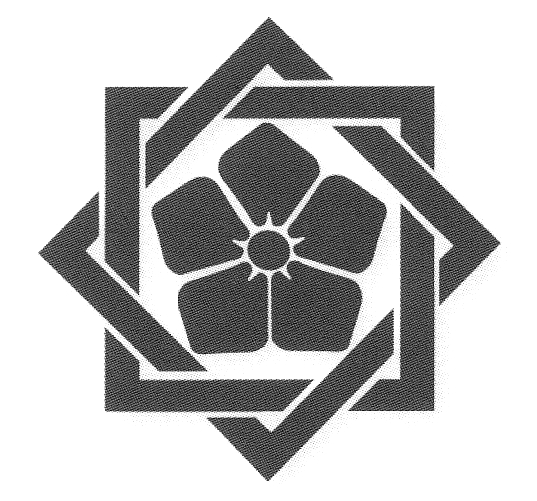

## سالشماری رویدادها
| سال  | رویداد                                                                                       | یادداشت |
| ۱۸۳۵ | تولد به عنوان آخرین فرزند ساکاموتو هاچیهی و ساکاموتو کو در قلمروی توسا                       | سومین سال از قحطی تنپو |
| ۱۸۴۶ | مرگ مادر و واگذاری سرپرستی وی به خواهر بزرگتر ساکاموتو اوتومه                                | |
| ۱۸۴۶ | اخراج از مدرسه به علت دعوا با همکلاسی                                                        | |
| ۱۸۴۸ | ورود به مدرسه شمشیرزنی در توسا                                                               | |
| ۱۸۵۳ | گرفتن اجازه جهت رفتن به ادو جهت یادگیری شمشیرزنی                                             | ۸ ژوئیه، ناخدا متیو پری آمریکایی با چهار کشتی وارد خلیج توکیو شد و ژاپن را تحت فشار قرار داد تا بندرها خود را بر روی بازرگانان خارجی باز کند. |
| ۱۸۵۳ | ورود به مدرسه ساکوما شوزان و یادگیری استفاده از سلاح گرم                                     | |
| ۱۸۵۵ | مرگ پدر                                                                                      | |
| ۱۸۵۶ | بار دوم رفتن به ادو برای یادگیری شمشیرزنی                                                    | |
| ۱۸۵۸ | پایان دوره شمشیرزنی، بازگشت به ولایت توسا                                                    | بسته شدن عهدنامه دوستی و تجارت (ایالات متحده آمریکا-ژاپن)                                                                                     |
| ۱۸۵۸ | آغاز تصفیه آنسی و دستگیری مخالفان تجارت خارجی                                                | |
| ۱۸۵۸ | توکوگاوا ایه‌موچی شوگون چهاردهم شد                                                            | |
| ۱۸۶۰ |                                                                                              | حادثه ساکورادامون (۱۸۶۰)، ترور مشاور ارشد شوگون                                                                                               |
| ۱۸۶۱ | عضویت در گروه توسا کیننو (گروه وفاداران به امپراتور در (قلمروی) توسا) به رهبری تاکچی هانپیتا | |
| ۱۸۶۱ | رفتن به قلمروی چوشو و دیدار و گفتگو با کوساکا گنزوی                                          | |
| ۱۸۶۲ | فرار به همراه ساوامورا سونوجو از توسا                                                        | |
| ۱۸۶۲ | درآمدن به عنوان شاگرد کاتسو کایشو یکی از فرماندهان سپاه دریایی توکوگاوا                      | ترور یوشیدا تویو توسط اعضای گروه توسا کیننو/ وقوع حادثه ناماموگی                                                                              |
| ۱۸۶۳ | شروع به کار به عنوان یکی از متصدیان باشگاه کارآموزی نیروی دریایی ژاپن                        | وقوع تغییر سیاسی روز هیجدهم ماه هشت و بیرون راندن افراد قلمروی چوشو از پایتخت                                                                 |
| ۱۸۶۴ | دیدار با سایگو تاکاموری به عنوان فرستاده از طرف کاتسو کایشو                                  | وقوع حادثه کینمون و درگیری نظامی بین قلمروی چوشو و قلمروی ساتسوما و چند قلمروی دیگر در کیوتو                                                  |
| ۱۸۶۵ | تشکیل کایئنتای در بندر ناگاساکی                                                              | تعطیل شدن باشگاه کارآموزی نیروی دریایی ژاپن                                                                                                   |
| ۱۸۶۶ | برقرار کردن اتحاد ساتچو مابین قلمروی ساتسوما و قلمروی چوشو                                   | توکوگاوا یوشی‌نوبو به عنوان شوگون پانزدهم منصوب شد                                                                                             |
| ۱۸۶۷ | نوشتن هشت طرح از درون کشتی و بازنویسی آن به عنوان هشت اصل کلی دولت جدید                      | پیشنهاد تایسی هوکان واگذاری قدرت به امپراتور از طرف قلمروی توسا به شوگون پانزدهم                                                              |
| ۱۸۶۷ | برقراری پیمان ساتسودو                                                                        | واگذاری قدرت شوگون‌سالاری توکوگاوا به امپراتور ژاپن                                                                                            |
| ۱۸۶۷ | ترور                                                                                         | |